# Громушкина, Наталья Валерьевна

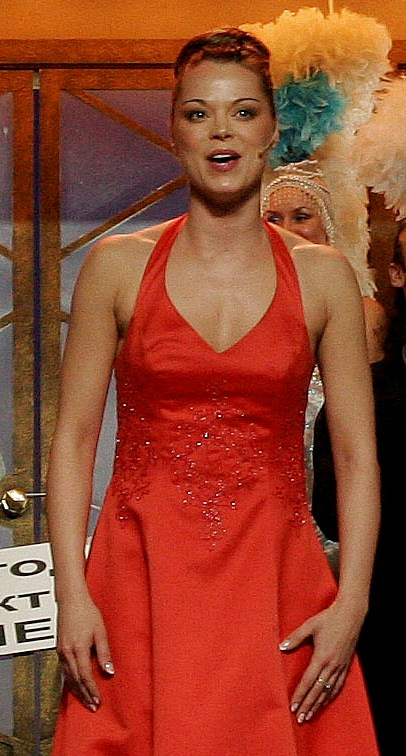
Наталья Громушкина на церемонии вручения Национальной премии «Музыкальное сердце театра» 1 марта 2007 года в Доме музыки

Ната́лья Вале́рьевна Гро́мушкина (род. 29 сентября 1975, Москва, РСФСР, СССР) — российская актриса театра и кино, продюсер, режиссёр, педагог и певица.

## Биография
Родилась 29 сентября 1975 года в Москве. Отец — Валерий Павлович Громушкин (род. 1945), доктор исторических наук, писатель, знает пять языков. Мать — Елена Васильевна Ларина, переводчик (испанский язык). Дед — Павел Громушкин (1913—2008) — советский разведчик, полковник, почётный сотрудник госбезопасности, занимал высокий пост во внешней разведке, художник-портретист (у него проходили собственные выставки, копии его работ побывали на научно-исследовательской орбитальной станции «Мир» и сейчас находятся в Музее космонавтики в Москве), заслуженный работник культуры РСФСР.
В детстве училась в музыкальной школе, занималась в театральной студии и в кружке художественного чтения, пела в детском вокально-инструментальном ансамбле (ВИА).
С шести лет занималась танцами в детском коллективе при Гостелерадио СССР (под руководством В. С. Попова).
В 1986 году приняла участие в первом советско-американском мюзикле «Peace Child» («Дитя мира»).
Училась в московской средней общеобразовательной школе № 1113 с музыкально-хореографическим уклоном.
Дебют в кино состоялся в возрасте тринадцати лет в советском художественном фильме режиссёра Владимира Фокина «До первой крови» (1989).
В 1996 году окончила режиссёрский факультет по специальности «Актёрское искусство» Российской академии театрального искусства (ГИТИС) (мастерская Марка Анатольевича Захарова, актёрская группа Леонида Ефимовича Хейфеца).
В 1995—1997 годах играла в КВН, выступала за команду «Эскадрон гусар».
С 1994 года работала приглашённой актрисой Театра Моссовета, а с 1998 года была актрисой Московского драматического театра на Малой Бронной.
В 1997 году принимала участие в отборе актёров для участия в съёмках художественного фильма режиссёра Юрия Кары по роману Чингиза Айтматова «Тавро Кассандры» на борту орбитальной космической станции «Мир» и была допущена к специальным тренировкам, но из-за проблем с финансированием фильма к подготовке не привлекалась.
В 2016 году набрала свой курс в московском Институте театрального искусства имени народного артиста СССР И. Д. Кобзона.

### Личная жизнь
Первый муж (2001 — 20 января 2005) — Александр Домогаров (род. 12 июля 1963), актёр.
Сын Гордей Громушкин (род. 9 мая 2005).
Второй муж (2012—2018) — Илья Оболонков (род. 26 ноября 1981), актёр. В 2019 году пара объявила о разводе.
Дочь Илиана Громушкина-Оболонкова (род. 5 июня 2013).

### Увлечения
Наталья Громушкина увлекается дайвингом и рыбалкой.

## Творчество

### Работы в театре
- «Шиворот навыворот». Авторы: Ю. Энтин, Г. Гладков, В. Богачев — Драконша
- «Венецианский купец». Режиссёр А. Житинкин — Джессика
- «Милый друг». Режиссёр А. Житинкин
- «Нижинский, сумасшедший Божий клоун». Режиссёр А. Житинкин
- «Пианино в траве». Режиссёр А. Исаков — Изабель
- «Портрет Дориана Грея». Режиссёр А. Житинкин
- «Весёлая семейка». Продюсер — Мила Вергасова
- «Скандал! Публике смотреть воспрещается!». Режиссёр В. Саркисов

### Фильмография
| Год       |   | Название                                                 | Роль                                                                   |
| --------- | - | -------------------------------------------------------- | ---------------------------------------------------------------------- |
| 1989      | ф | До первой крови                                          | Света («госпиталь»)                                                    |
| 1989      | ф | Биндюжник и король                                       | девочка-рыбачка                                                        |
| 1990      | ф | Вечный муж                                               | Надежда Федосеевна                                                     |
| 1996      | ф | Линия жизни                                              | «ночная бабочка»                                                       |
| 2000      | с | Марш Турецкого (фильм № 1 «Убийство на Неглинной»)       | Полина Скиба, актриса                                                  |
| 2001      | с | Саломея                                                  | Пейса, хозяйка корчмы                                                  |
| 2001      | ф | Я — кукла                                                | Мила                                                                   |
| 2004      | с | Ундина-2. На гребне волны                                | Аня                                                                    |
| 2004      | с | Моя прекрасная няня (серия № 22 «Снова в школу»)         | Лиза                                                                   |
| 2005—2007 | с | Обречённая стать звездой                                 | Альбина Медведева, журналист                                           |
| 2006—2007 | с | Кто в доме хозяин?                                       | Жанна Николаевна, учительница и подруга Никиты                         |
| 2007      | ф | Безмолвный свидетель (серия № 4 «Фотомодель»)            | Людмила Молодцова                                                      |
| 2007      | с | Бешеная                                                  | Зоя, жена Толяна                                                       |
| 2007      | с | Женские истории (серия № 14 «Любовь как знак равенства») | Полина Виленская                                                       |
| 2007      | с | Вся такая внезапная (серия № 21 «Я этого не писала»)     | главная на кастинге                                                    |
| 2008      | с | Сердцеедки                                               | Галина Макарова, тренер по фитнесу и любовница Гены Степанкова         |
| 2008      | ф | Ставка на жизнь                                          | Никита                                                                 |
| 2008      | с | Фотограф (серия № 1 «Возьми меня на небеса»)             | Вероника Лещинская, певица                                             |
| 2009      | с | Город соблазнов                                          | Екатерина Родина                                                       |
| 2009      | ф | Сумасшедшая помощь                                       | богачка                                                                |
| 2010      | с | Была любовь                                              | Лариса Маевская, певица                                                |
| 2010      | ф | Джокер                                                   | Анна Смирнова                                                          |
| 2010      | ф | Сорок третий номер                                       | Ольга Завадская                                                        |
| 2010      | с | Старики (фильм № 2 «Ошибка следствия»)                   | Жанна                                                                  |
| 2010      | ф | Я счастливая!                                            | Екатерина (Катрин) Ерёмина, подруга Натальи                            |
| 2011      | с | А счастье где-то рядом                                   | Галина, майор юстиции, начальник отдела судебных приставов             |
| 2011      | с | Люба. Любовь                                             | Марина, жена Виктора                                                   |
| 2011      | ф | Выйти замуж за генерала                                  | Лариса Борисовна, жена генерал-лейтенанта Серова, начальника гарнизона |
| 2011      | с | Дикий 2                                                  | Вера Звонарёва                                                         |
| 2012      | ф | В Россию за любовью!                                     | Кристина, актриса                                                      |
| 2012      | с | Любопытная Варвара (серия № 7 «Шантаж»)                  | Шумолина                                                               |
| 2012      | с | Московский декамерон                                     | «Оригинальная»                                                         |
| 2012      | ф | Новогодний брак                                          | Жанна Подольская, адвокат                                              |
| 2013      | с | Ералаш (выпуск № 273, сюжет «Зубная фея»)                | мама Катюши                                                            |
| 2013      | ф | Альпинисты                                               | Мария, любовница «Шрама»                                               |
| 2013      | с | Тихая охота (фильм № 15)                                 | Светлана, бывшая жена Широкова                                         |
| 2015      | ф | Мама, не уезжай!                                         | мама                                                                   |
| 2016      | ф | Рядом с нами                                             | Светлана                                                               |
| 2017      | с | Пропавшие без вести. Второе дыхание                      | Диана                                                                  |
| 2019      | с | Адаптация                                                | Галя, горничная и любовница Нагорняка, хохлушка                        |
| 2023      | с | Эффект домино                                            | Регина Игоревна Аврамова                                               |

### Работы в мюзиклах
— 1996 — Снежная королева — (панкушка-рокерушка)
- 2002 — Чикаго
- 2003 — 12 стульев
- 2009 — Мата Хари — Гертруда Гессе (Мата Хари)
- 2009 — Cabaret — Салли Боулз, фройляйн Кост
- 2009 — Нотр-Дам де Пари (гастрольная версия) — Флёр де Лис
- 2011 — «Ромео и Джульетта» (гастрольная версия) — Синьора Монтекки
- 2012 — Моя прекрасная Кэт — Екатерина (Катарина), Анжела (Бьянка)

### Режиссёр и продюсер
- 2004 — исполнительный продюсер спектакля «Поминальная молитва, или скрипач на крыше» в Музыкальном театре национального искусства под руководством В. Назарова.
- C 2005 года — арт-продюсер национального фестиваля «Музыкальное сердце театра» и учредитель премии «Музыкальное сердце театра».
- На I Национальном фестивале «Музыкальное сердце театра» выступила в качестве режиссёра-постановщика церемонии открытия.
- 2009 — мюзикл Cabaret — продюсер.
- 2012 — музыкальный спектакль «Моя прекрасная Кэт».
- 2016 — открыла мастерскую в Институте театрального искусства п/у И. Д. Кобзона.
- 2023 — мюзикл «В джазе только девушки или у всех свои недостатки» — режиссёр.
- 2024 — мюзикл «Служебные страсти или любовь по графику» — режиссёр.

### Телевидение
- Участница телевизионного шоу «Золотая пыль».
- 2008 — участница и финалистка (3-е место) в паре с Петром Шигиным третьего сезона развлекательного телешоу «Танцы со звёздами» на телеканале «Россия».